# Lopra
Lopra é uma povoação das Ilhas Faroés, situada no sudoeste da ilha de Suðuroy, no sul do arquipélago.  Situa-se junto ao fiorde Lopransfjørður, no ponto em que este se une ao fiorde Vágsfjørður. A oeste de Lopra, junto à costa ocidental da ilha, encontra-se o monte Lopranshólmur.

Lopra foi fundada em 1834 e construída em torno de uma estação de caça de baleias, que hoje se encontra abandonada.  A caça de baleias possuía um grande significado económico para a localidade na primeira metade do século XX, sendo arrastadas baleias de todo o arquipélago para a sua estação, após serem arpoadas.  
A diminuição gradual do número de grandes baleias trouxe o declínio da indústria e o consequente fecho da estação, como uma das últimas do arquipélago, em 1953.
Existe uma fábrica de tratamento de salmão e de outros peixes a meio caminho entre Lopra e Akrar. Estas duas localidades partilham uma escola e uma igreja.

## História
- 1834 - fundação de Lopra, com a chegada de Andreas Thomassen, natural de Sumba.
- 1901 - a quarta estação de caça de baleias, em Lopra, é inaugurada.
- 1908 - entra em funcionamento uma fábrica de fertilizantes, usando resíduos de baleia para o fabrico estrume.
- 1946 - grande caça de baleias retomada, após ter parado em 1940.
- 1953 - declínio e fecho da estação, após diminuição do número de baleias.
- 1957 - inauguradas escola e igreja partilhadas por Lopra e Akrar.
- 1981 - instaladas perfuradoras descendo aos 2178 m de profundidade, para a exploração de gás, que se revelou encontrar-se em quantidade insuficiente para exploração.
- 1991 - última detonação para abrir caminho pela montanha até Sumba.
- 1996 - retomada perfuração, desta vez até aos 3558 m, com o intuito de encontrar petróleo, que também se revela não ser rentável em relação a petróleo encontrado no mar.
- 1997 - aberto túnel para Sumba .

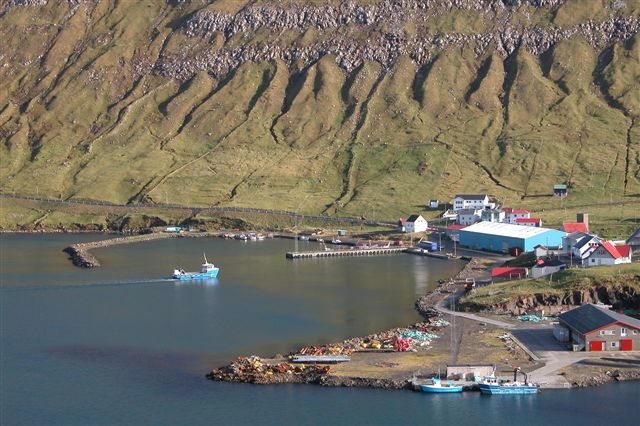
Lopra, Suðuroy
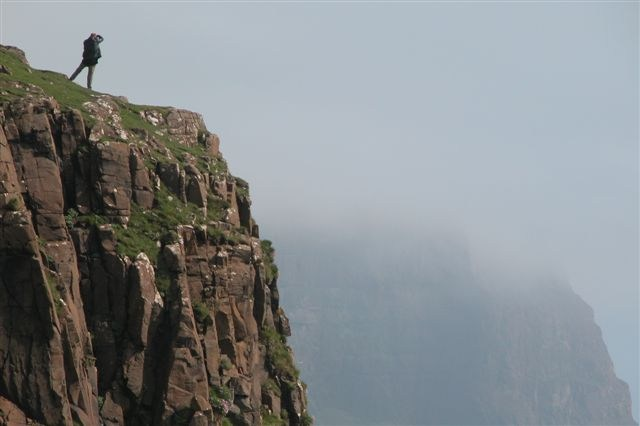
Lopranseiði
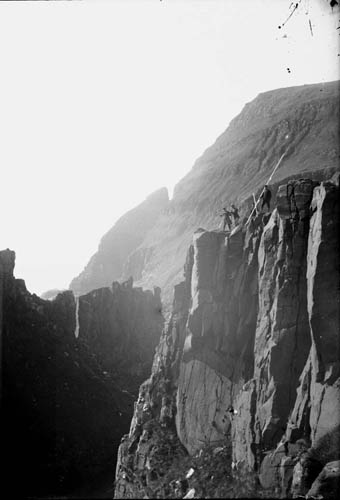
Lopranseiði, 1899